# Zodarion pirini
Zodarion pirini là một loài nhện trong họ Zodariidae.
Loài này thuộc chi Zodarion. Zodarion pirini được Drensky miêu tả năm 1921.